# Утхукела
Утхукела (зулу Uthukela) — район провинции Квазулу-Натал (ЮАР). Название района происходит зулусского названия протекающей здесь реки Тугела. Административный центр — Ледисмит. По данным переписи 2001 года большинство населения района говорит на языке зулу.

## Административное деление
В состав района Утхукела входят пять местных муниципалитетов:
- Эмнамбитхи-Ледисмит (местный муниципалитет)
- Окхахламба (местный муниципалитет)
- Имбабазане (местный муниципалитет)
- Индака (местный муниципалитет)
- Умтсхези (местный муниципалитет)